# Me siento extraña
Me siento extraña és una pel·lícula espanyola rodada l'any 1977 de l'anomenat gènere del destape, dirigida per Enrique Martí Maqueda i protagonitzada per les dues icones eròtiques de moment: Rocío Dúrcal i Bárbara Rey.

## Argument
La Laura (Rocío Dúrcal), és una pianista que abandona casa seva perquè el seu sogre fa insuportable la convivència del matrimoni. Laura visitarà una amiga seva per demanar-li ajuda, i aquesta li presenta la Marta (Bárbara Rey), una vedet de revista i televisió, que farà ús de les dots de la Laura al piano per preparar noves cançons per al seu espectacle.
La Laura es traslladarà llavors a viure al xalet de la Marta, on prepararan cançons. A partir d'aquí comencen a ser el "tema preferit" dels seus veïns.
La realitat és que els maltractaments psicològics i físics del marit de la Laura (Ricardo Tundidor) són els causants de la recerca de la pau per part de l'agredida. La pel·lícula ni justifica l'homosexualitat ni la crítica, sinó que es limita a plantejar una situació lògica per la qual dues persones s'emparen en les seves diferents solituds.

## Repartiment
- Rocío Dúrcal: Laura
- Bárbara Rey: Marta
- Francisco Algora: Lucio
- Ricardo Tundidor: Sergio
- Eva León Conde: Gloria
- Luis Marín: Paco
- Rafael Navarro García: Don Antonio
- José Antonio Ceinos: Eduardo
- Francisco Nieto: amic de Paco
- Fernando Sánchez Polack: Tomás